# ضغط إبري

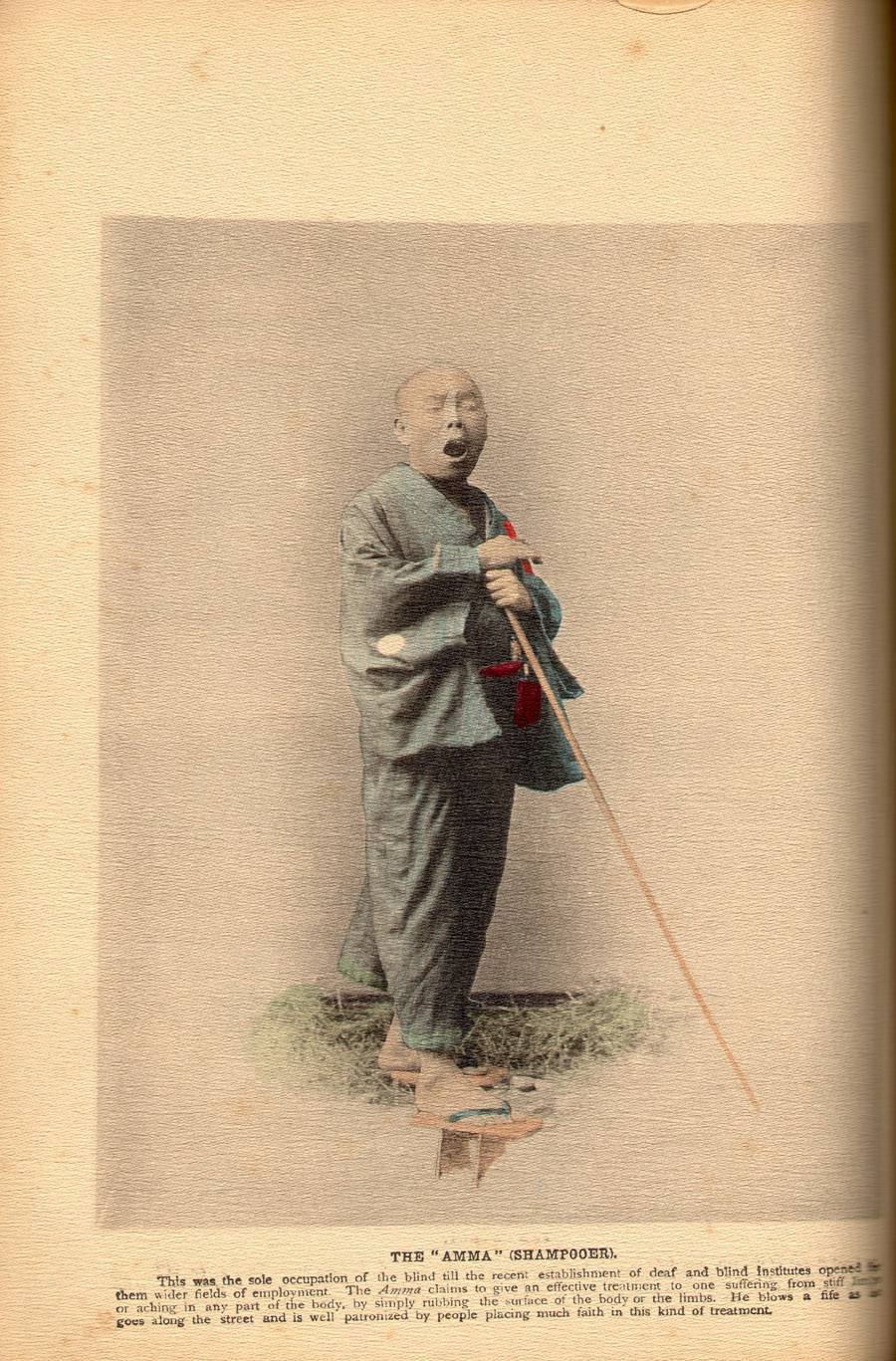

الضغط الإبري (بالإنجليزية: acupressure)‏ من مشتقات العلاج بالإبر الصينية وقد تم ابتكار هذا المصطلح لأول مرة على الفيزيائي الألماني ويليام تين رين الذي زار ناغازاكي في اليابان في بداية السبعينيات[بحاجة لمصدر].
ويسمي الصينيون هذا العلم بالـ«تشين» والذي يعني «التفتيق عن طريق الإبر أو الضغط»، حيث يهدف إلى تنشيط نقاط الطاقة الحيوية في الجسم عن طريق الضغط عليها بالأصابع مما يؤدي إلى إعادة التوازن للطاقة الداخلية للجسم وبالتالي تخفيف الألم وبالتالي علاج الكثير من الحالات المرضية والنفسية.

## نقاط الجي-جو
هي نقاط في مواضع مختلفة من الجسم (أكثر من 113 نقطة) وتعني «الإسعافات الأولية» حيث تتركز في كل مجموعة منها عملية توازن الطاقة الطبيعية لعضو واحد أو أكثر.

## تاريخ ونشوء الضغط الإبري
يزعم أن الضغط الإبري يعود إلى ما قبل 5000 سنة من الحضارة الصينية إلا أن الصينيون بأنفسهم يظنون أن هذا النوع من العلاج يعود إلى العصور الحجرية حيث يرمزون له بكلمة «بيان» والتي تعني «استعمال أطراف الحجارة الحادة لعلاج الأمراض»، وقد وجد أن أقدم توثيق للعلاج عن طريق الضغط الإبري يرجع لعهد سلالة تشانج الحاكمة في الصين والتي حكمت قبل 1500 سنة قبل الميلاد.